# Francisco Echaurren
Pour les articles homonymes, voir Echaurren.
Francisco Echaurren Huidobro (21 octobre 1824 - 15 novembre 1909) est un homme politique chilien, membre du  conservateur, ayant exercé plusieurs charges publiques dont celle de ministre de la Guerre.